# Lohiella longicornis
Lohiella longicornis is een vliesvleugelig insect uit de familie van de Encyrtidae. De wetenschappelijke naam is voor het eerst geldig gepubliceerd in 1984 door Noyes & Hayat.